# 3 000 mètres féminin aux Jeux olympiques d'été de 1984
Pour un article plus général, voir Athlétisme aux Jeux olympiques d'été de 1984.
Navigation
Séoul 1988
L'épreuve du 3 000 mètres féminin aux Jeux olympiques de 1984 s'est déroulée du 8 au 10 août 1984 au Memorial Coliseum de Los Angeles, aux  États-Unis. Elle est remportée par la Roumaine Maricica Puică qui établit un nouveau record olympique en 8 min 35 s 96.
Le 3 000 m féminin est disputé pour la première fois dans le cadre des Jeux olympiques.

## Résultats

### Finale
| Rang               | Athlète         | Pays                 | Temps         | Notes |
| ------------------ | --------------- | -------------------- | ------------- | ----- |
| Médaille d'or      | Maricica Puica  | Roumanie             | 8 min 35 s 96 | OR    |
| Médaille d'argent  | Wendy Sly       | Grande-Bretagne      | 8 min 39 s 47 |       |
| Médaille de bronze | Lynn Williams   | Canada               | 8 min 42 s 14 |       |
| 4                  | Cindy Bremser   | États-Unis           | 8 min 42 s 78 |       |
| 5                  | Cornelia Bürki  | Suisse               | 8 min 45 s 20 |       |
| 6                  | Aurora Cunha    | Portugal             | 8 min 46 s 37 |       |
| 7                  | Zola Budd       | Grande-Bretagne      | 8 min 48 s 80 |       |
| 8                  | Joan Hansen     | États-Unis           | 8 min 51 s 53 |       |
| 9                  | Dianne Rodger   | Nouvelle-Zélande     | 8 min 56 s 43 |       |
| 10                 | Agnese Possamai | Italie               | 9 min 10 s 82 |       |
| —                  | Brigitte Kraus  | Allemagne de l'Ouest | DNF           |       |
| —                  | Mary Decker     | États-Unis           | DNF           |       |

## Légende
Records et Performances
- AR : Record continental (area record)
- CR : Record des championnats (championship record)
- MR : Record du meeting (meet record)
- NR : Record national (national record)
- OR : Record olympique (olympic record)
- PR : Record paralympique (paralympic record)
- PB : Record personnel (personal best)
- SB : Meilleure performance personnelle de la saison (season's best)
- WL : Meilleure performance mondiale de l'année (world leader)
- WJR : Record du monde junior (world junior record)
- WR : Record du monde (world record)

Circonstances et Conditions
- DNF : N'a pas terminé (did not finish)
- DNS : N'a pas pris le départ (did not start)
- DQ : Disqualification (disqualification)
- NM : Aucun essai valable enregistré (No Mark)
- Q : Qualifié « directement » au prochain tour (ou à la prochaine compétition), lors d'une compétition majeure, grâce au classement ou à la réalisation des minima (automatic qualifier)
- q : Qualifié au prochain tour (ou à la prochaine compétition), lors d'une compétition majeure, grâce au repêchage ou à la réalisation de l'une des meilleures performances parmi celles des « non qualifiés directement » (grâce au meilleur temps ou à la meilleure distance par exemple) (secondary qualifier)